# Contraband
Contraband – debiutancki album rockowej grupy Velvet Revolver. Płyta ukazała się w roku 2004 i zdobyła uznanie krytyków, ze względu na riffy gitarowe w wykonaniu Slasha. 
Singlami promującymi album są „Dirty Little Thing”, „Slither” i „Sucker train Blues”.

## Lista utworów
| 1.  | „Sucker Train Blues” | 4:27  |
|     |                      |       |
| 2.  | „Do It For the Kids” | 3:55  |
|     |                      |       |
| 3.  | „Big Machine”        | 4:25  |
|     |                      |       |
| 4.  | „Illegal I Song”     | 4:17  |
|     |                      |       |
| 5.  | „Spectacle”          | 3:41  |
|     |                      |       |
| 6.  | „Fall to Pieces”     | 4:30  |
|     |                      |       |
| 7.  | „Headspace”          | 3:42  |
|     |                      |       |
| 8.  | „Superhuman”         | 4:15  |
|     |                      |       |
| 9.  | „Set Me Free”        | 4:07  |
|     |                      |       |
| 10. | „You Got No right"   | 5:33  |
|     |                      |       |
| 11. | „Slither”            | 4:08  |
|     |                      |       |
| 12. | „Dirty Little Thing” | 3:57  |
|     |                      |       |
| 13. | „Loving the Alien”   | 5:48  |
|     |                      |       |
|     |                      | 56:45 |
|     |                      |       |
W limitowanej wersji, jest bonusowa płyta. Zawiera ona „Surrender” Cheap Trick, „No More No More” Aerosmith i „Negative Creep” Nirvany.

## Twórcy
- Scott Weiland – śpiew
- Slash – gitara prowadząca
- Dave Kushner – gitara rytmiczna
- Duff McKagan – gitara basowa, wokal wspierający
- Matt Sorum – perkusja, wokal wspierający
- Josh Abraham – produkcja
- Doug Grean – produkcja, inżynieria dźwięku
- Rocco Guarino – asystent inżyniera dźwięku

## Pozycje na listach
| Lista         | Kraj              | Pozycja |
| ------------- | ----------------- | ------- |
| Billboard 200 | Stany Zjednoczone | 1       |
| OLiS          | Polska            | 25      |